# Нависен
Нави́сен (болг. Навъсен) — село в Хасковській області Болгарії. Входить до складу общини Симеоновград.

## Населення
За даними перепису населення 2011 року у селі проживала 261 особа, з них 259 осіб (99,2%) — болгари.
Розподіл населення за віком у 2011 році:
Динаміка населення: